# Богдонов, Джесси
Джесси Богдонов (Богданофф, англ. Jesse Bogdonoff; род. 1 апреля 1955) — бывший финансовый советник Bank of America при правительстве Тонга и придворный шут Тауфа’ахау Тупоу IV, короля Тонга. Богдонофф был втянут в финансовый скандал, когда его действия принесли казне Тонга убытки на 24 миллионов долларов.

## Скандал
Правительство Тонга в 1983 году стало предоставлять за деньги гражданство Тонга, прежде всего гражданам Гонконга, которые были обеспокоены истечением в 1997 году срока британской аренды Гонконга у Китая. Полученные от этого средства (с 1983 по 1991 года было получено 30 млн. долларов) зачислялись в целевой фонд, средства которого хранились в Bank of America. Джесси Богдонофф обратил на них внимание и предложил королю Тонга свои услуги в качестве финансового консультанта. 
Король в 1999 году также назначил Богдонова своим придворным шутом, так как день рождения Богдонова приходится на 1 апреля — День смеха (по утверждению Богдонова, это было сделано для привлечения туристов на Тонга).
В 1999 году Богдонов рекомендовал инвестировать средства фонда в американскую компанию Millennium Asset Management (занималась инвестициями в приобретение полисов страхования жизни, оформленных на смертельно больных людей), объявившую в 2002 году о своем банкротстве. Свыше 20 млн. долларов средств фонда (около 40% годовых доходов бюджета Тонга) были потеряны.
В результате последовавшего скандала уволились заместитель премьер-министра и министр образования Тонга. 
Првительство Тонга подало в суд на Богдонова, в 2004 году стороны заключили мировое соглашение
. По нему Богдонов обязался выплатить в казну Тонга 100 000 долларов, а также выплачивать часть своего дохода вплоть до 2014 года, половину доходов от любой возможной книги или фильма о себе как о королевском шуте, и все выигрыши от пари и т.п. и какое-либо наследство, которые могут быть им получены.

## Пост-скандальная жизнь
С 2004 года Богдонов не был на Тонга. Он не присутствовал во время похорон короля Тауфаахау Тупоу IV в сентябре 2006 года. Богдонов утверждал, что он беспокоится за свою безопасность из-за большого числа граждан Тонга, которые поселились в Соединенных Штатах. В 2006 году он проводил занятия по гипнозу и являлся клиническим терапевтом, использующим гипноз, чтобы помочь в восстановлении после посттравматического стресса. Сменив имя на Джесси Дин, он стал основателем и единственным практикующим Института эмоциональной свободы «Открытое окно» в округе Сонома, штат Калифорния.